# Редькино (Краснокамський район)
Ре́дькино (рос. Редькино, башк. Редькин) — присілок у складі Краснокамського району Башкортостану, Росія. Входить до складу Куяновської сільської ради.
Населення — 898 осіб (2010; 821 у 2002).
Національний склад:
- марійці — 84 %